# پائول لوتمن
پائول مایکل لوتمن (به انگلیسی: Paul Michael Lotman) (زاده ۳ نوامبر ۱۹۸۵ در لیکوود، کالیفرنیا) بازیکن تیم ملی والیبال مردان ایالات متحده آمریکا و باشگاه رسویا ژاشوف است.